# Alberto Tridente
Alberto Tridente (ur. 29 stycznia 1932 w Venaria Reale, zm. 24 lipca 2012 w Turynie) – włoski polityk i działacz związkowy, poseł do Parlamentu Europejskiego i Izby Deputowanych.

## Życiorys
Urodził się w ubogiej rodzinie, kształcił się w szkole realnej i na kursach zawodowych. W młodości działał w organizacji Azione cattolica i angażował się politycznie po stronie chadeków. Początkowo pracował w rolnictwie, a od 1945 w okolicznych fabrykach produktów drewnianych i metalowych. Przez wiele lat działał w sekcji pracowników branży metalowej Włoskiej Konfederacji Pracowniczych Związków Zawodowych (w latach 1968–1973 jako sekretarz krajowy, wcześniej jako sekretarz w Turynie) i Federazione lavoratori metalmeccanici (w latach 70. sekretarz ds. międzynarodowych). Zaangażował się we współpracę ze związkami z Ameryki Południowej, a także międzynarodowymi centralami. W 1973 przeniósł się do Rzymu.
W 1984 bez powodzenia kandydował do Parlamentu Europejskiego jako bezpartyjny z listy Demokracji Proletariatu. W maju 1985 wybrano go do rady regionu Piemont, natomiast mandat eurodeputowanego uzyskał 24 września 1985 w miejsce Emilio Molinariego. Przystąpił w nim do Grupy Tęcza, należał m.in. do Komisji ds. Stosunków Gospodarczych z Zagranicą oraz Komisji ds. Rozwoju i Współpracy. W 1987 bez powodzenia kandydował do krajowego parlamentu, zasiadał w nim od 16 do 21 maja 1991 w zastępstwie za Franco Calamidę. W późniejszym okresie został prezesem organizacji non-profit Hydroaid i współpracował z ruchami pozarządowymi. Został także członkiem Partii Demokratycznej.
Był dwukrotnie żonaty, miał troje dzieci.